# Let Lion Air 610
Let Lion Air 610 byl pravidelný let indonéské nízkonákladové společnosti Lion Air z Jakarty do Pangkalpinangu na ostrově Bangka u Sumatry. Letoun Boeing 737 MAX 8 se zřítil do moře 29. října 2018 v 6:33 místního času (29. října 2018 v 0:33 středoevropského času) se 189 lidmi na palubě. Třináct minut po startu požádal pilot o návrat, poté došlo ke ztrátě kontaktu a letadlo se zřítilo. Podle informací z Flightradar24 se letadlo začalo otáčet a na hladinu dopadlo ve vysoké rychlosti, což způsobilo jeho roztrhání na kusy. Šlo o první ze dvou nehod typu Boeing 737 MAX od doby, kdy vstoupil do provozu.

## Pátrání
Do pátrací operace byla zapojena indonéská pátrací a záchranná agentura (Badan Nasional Pencarian dan Pertolongan), indonéské vojenské letectvo a indonéské a singapurské námořnictvo. Do akce byli nasazeni potápěči, sonar a podvodní dron. Ke 30. říjnu byly posbírány všechny objekty plovoucí na hladině poté se také po rozšíření zóny pátrání z 25 na 50 námořních mil objevila informace, že byl nalezen pod vodou velký objekt, který by mohl být trupem letadla a zároveň byl zachycen signál, který může pocházet z černých skříněk. To se také potvrdilo a ve čtvrtek 1. listopadu přišla zpráva, že byl vyzdvižen zapisovač letových údajů (flight data recorder – FDR) zaznamenávající informace o letu. Zapisovač hlasu v pilotní kabině (cockpit voice recorder – CVR) byl nalezen až 14.1.2019, tedy více než 2 měsíce po nehodě, a to přibližně v místě dopadu letadla 30 m pod hladinou, ale pod 8 m vrstvou bahna. V době zveřejnění předběžné zprávy nebyla ještě CVR nalezena, takže údaje z ní do zprávy nemohly být zahrnuty.
Množství a poloha trosek ukazuje na náraz o velké energii.
Mezi pasažéry bylo mnoho vládních úředníků i dva cizinci.

## Okolnosti nehody
Dne 28. listopadu 2018 byla zveřejněna předběžná zpráva z vyšetřování letecké nehody, z které vyplývá následující.
28. října 2018, tedy den před nehodou, letělo předmětné letadlo na pravidelném letu z Denpasar do Jakarta jako let JT43. Během předletové kontroly diskutoval kapitán JT43 s technikem údržbu, který byla před letem na letadle provedená, včetně výměny indikátoru úhlu náběhu (AoA – Angle of Attack) a bylo mu sděleno, že po výměně proběhla jeho úspěšná zkouška.
Během vzletu JT43 došlo po zvednutí příďového podvozku k aktivaci tzv. stick shakeru (zařízení, které upozorňuje pilota na příliš vysoký úhel náběhu a blížící se pád), který zůstal aktivní po celý zbytek letu. Ve výšce zhruba 400 stop nad terénem se na primárním letovém displayi objevilo varování IAS DISAGREE, které znamená, že údaj o indikované vzdušné rychlosti (IAS) z jedné strany se liší od údaje z druhé strany (čidla jsou zdvojená) a je tudíž nespolehlivý. Poté předal kapitán řízení prvnímu důstojníkovi a zkontroloval údaje o indikované vzdušné rychlosti z levé a pravé strany a porovnal je se záložním indikátorem, čímž zjistil, že údaj na levém primárním letovém displeji je nesprávný. V tu chvíli si kapitán také všiml, že letadlo začalo automaticky vyvažovat ve smyslu těžký na hlavu (AND – Aircraft Nose Down), načež přepnul přepínače elektrického pohonu stabilizátoru (STAB TRIM) do polohy vypnuto (CUT OUT) a první důstojník od té doby pokračoval v letu za použití pouze ručního vyvažování a to až do přistání. Jinak proběhl let bez dalších mimořádností. Po přistání v Jakartě oznámil kapitán inženýrovi údržby výskyt varování o nesprávné vzdušné rychlosti (IAS DISAGREE), nesprávné nadmořské výšce (ALT DISAGREE) a rozdílu tlaku mezi dvěma hydraulickými okruhy zpětné vazby do řízení (FEEL DIFF PRESS). Technici provedli úržbu dotyčných systémů a po jejich úspěšných testech na zemi konstatovali, že problémy byly vyřešeny.
Druhý den ráno, 29.10.2018, odletělo letadlo z Jakarty s cílem v Pangkal Pinang. Zapisovač letových dat (část tzv. černé skříňky) zaznamenal rozdíl mezi údaji z pravého a levého indikátoru úhlu náběhu (Angle of Attack – AoA) o zhruba 20°, který trval až do konce záznamu (tedy do okamžiku havárie). Během zvednutí příďového podvozku při vzletu došlo k aktivaci stick shakeru na levé straně. Stick shaker zůstal aktivní po většinu letu.
První důstojník během letu žádal řídícího letového provozu o údaje o výšce a rychlosti a rovněž mu hlásil problém s řízením letadla.
Po zatažení vztlakových klapek po vzletu zaznamenal zapisovač letových dat aktivaci automatického vyvažování ve smyslu těžký na hlavu (AND), na což posádka reagovala vyvažováním v opačném smyslu, tedy těžký na ocas (ANU) a opětovným vytažením vztlakových klapek do polohy pro vzlet, po čemž automatické vyvažování AND ustalo. Poté posádka vztlakové klapky definitivně zatáhla načež začalo opětovné přetahování se mezi automatickým vyvažování (AND) a vyvažováním posádky (ANU), které trvalo až do konce záznamu.

### Piloti
Kapitán byl indické národnosti a jeho celkový nálet byl 6028 hodin, z toho 5176 hodin na typu Boeing 737-8.
První důstojník byl indonéské národnosti a jeho celkový nálet byl 5174 hodin, z toho 4286 hodin na typu Boeing 737-8.

### Letadlo
Boeing 737 MAX 8 registrační značky PK-LQP, rok výroby 2018, celkový nálet 895 hodin/443 cyklů.

### Počasí
V místě odletu panovalo od času vzletu až do času nehody dobré počasí pro bezpečné provedení letu. Teplota se pohybovala mezi 26 a 27 stupni Celsia, vál slabý vítr a bylo oblačno se základnou mraků kolem 2000 stop nad letištěm. Moře mělo v místě a čase dopadu teplotu 0 – 8 °C.

## Palubní deník
Od 26. do 28. října 2018 bylo do palubního deníku letadla zapsáno několik záznamů o chybách různých systémů. Jednalo se o výpadky indikace vzdušné rychlosti a výšky na levém primárnám letovém displayi, indikace poruchy automatických vyvažovacích systémů (Speed trim a Mach trim) a odpojení systému automatického ovládání tahu motorů (auto-throttle arm disconnect) během vzletu. Po každém letu byly systémy prověřeny a byly provedeny předepsané úkony, ale jelikož se problémy stále opakovaly, byl 27. října preventivně vyměněn indikátor úhlu náběhu (vyměněný kus byl po nehodě zajištěn a stal se předmětem zkoumání vyšetřovatelů). Nicméně 28.10. se problémy vyskytly znovu. Jednalo se o let JT43 den před nehodou, jehož potíže byly popsány výše. Po letu JT43 28. října byly propláchnuty levé pitot-statické systémy (systémy zodpovědné za indikaci vzdušné rychlosti a výšky) a vyčištěn elektrický konektor počítače systému zpětné vazby podélného řízení (elevator feel computer).

## Bezpečnostní doporučení
Indonéská Národní komise pro bezpečnost v dopravě (KNKT) vydala po nehodě pro Lion Air dvě bezpečností doporučení. V prvním konstatuje, že let JT43 (tj. let přecházející havarovanému letu) neměl být proveden, protože letadlo bylo neletuschopné (aktivní stick shaker po téměř celou dobu letu) a kapitán měl rozhodnout o návratu na výchozí letiště (Denpasar). Dle doporučení by Lion Air měl zlepšit povědomí svých pilotů o neletuschopnosti letadla a zlepšit tím kuturu bezpečnosti letecké společnosti. Druhé doporučení vytýká Lion Air nesoulad mezi počtem palubních průvodčích ve dvou dokumentech letu JT610, z nichž jeden uvádí 5 a druhý 6 a vyzývá k zajištění správného vyplňování letové dokumentace.

## Reakce Boeingu
6. listopadu 2018 vydal Boeing oběžník letovým posádkám Boeingu 737 MAX 8 a 9, ve kterém popisuje, jak postupovat v případě nevyžádaného automatického zásahu do řízení, kdy v důsledku chybných údajů ze senzoru úhlu náběhu dojde k potlačení letadla nosem dolů během manuálního letu (bez použití autopilota). Jako důvod vydání Boeing uvedl, že chtějí "zdůraznit postup při poruše vyvažování poskytnutý v dokumentaci jako jeden z nestandardních checklistů (Runaway Stabilizer NonNormal Checklist)".
10. listopadu 2018 poslal Boeing zprávu všem provozovatelům (tzv. MOM – Multi-operator Message) typu 737 NG a 737 MAX, ve kterém popisuje fungování systému MCAS (Maneuvering Characteristics Augmentation System), jehož nesprávná funkce mohla být příčinou havárie. Součástí zprávy je i popis nouzového postupu pro případ nesprávné funkce systému MCAS.
12. března (tedy 2 dny po nehodě letu Ethiopian Airlines 302 ) vydal Boeing prohlášení, ve kterém říká, že v posledních několika měsících pracoval v reakci na nehodu Lion Air 610 na vylepšení softwaru řízení, aby tak učinil "bezpečné letadlo ještě bezpečnějším". Vylepšení má spočívat v úpravě MCAS, změnu v zobrazovaných informacích na primárním letovém displayi, změny v dokumentaci a ve výcviku posádek. MCAS měl být touto úpravou učiněn odolnější vůči chybnému vstupu ze senzorů a také by měl mít omezenější rozsah tak, aby za každých okolností zachovával autoritu výškového kormidla.

## Bezpečnost typů Boeing 737 MAX
Nehoda již také rozvířila diskuzi, jestli tento nejnovější model od společnosti Boeing je bezpečný. Letecké společnosti zatím objednaly minimálně 4 700 kusů tohoto modelu a 219 z nich je již používáno. V souvislosti s tím již indonéská vláda nařídila inspekci všech strojů stejného typu.
Po nehodě letu Ethiopian airlines 302 dne 10. března 2019 byla všechna letadla typu Boeing 737 MAX celosvětově uzeměna.

## Galerie